# Uroleucon ptarmicae
Uroleucon ptarmicae är en insektsart. Uroleucon ptarmicae ingår i släktet Uroleucon och familjen långrörsbladlöss. Inga underarter finns listade i Catalogue of Life.